# راجي عبد العاطي
راجي عبد العاطي عبد الله (11 أكتوبر 1985 - ) لاعب كرة قدم سوداني معتزل كان يلعب في مركز خط الوسط، ذاع صيته في نادي المريخ أحد قطبي كرة القدم في السودان، وعُرف بلقب «دافينشي الكرة السودانية». وحقق معه لقبي الدوري والكأس.
لعب في أندية كوبر وأهلي الخرطوم والمريخ وحي الوادي وعاد مرة أخرى إلى كوبر
، كما كان لاعباً دولياً لمنتخب السودان لكرة القدم. وشارك معه في بطولة أمم أفريقيا للمحليين 2011.

## الإنجازات

### المريخ
- الدوري السوداني الممتاز (3): 2011، 2013، 2015.
- كأس السودان (5): 2010، 2012، 2013، 2014، 2015.
- كأس سيكافا للأندية (1): 2014.

## وصلات خارجية
- National Football Teams (بالإنجليزية)